# Конвой № 2082 (червень 1943)
Конвой № 2082 (червень 1943) — японський конвой часів Другої світової війни, проведення якого відбувалось у червні 1943 року.
Конвой сформували в Рабаулі — головній базі в архіпелазі Бісмарка, з якої японці провадили операції на Соломонових островах та сході Нової Гвінеї. Місцем призначення при цьому був атол Трук (Чуук) у східній частині Каролінських островів (ще до війни тут була створена потужна база ВМФ, з якої до лютого 1944 року провадились операції в цілій низці архіпелагів).
До складу конвою № 2082 увійшли транспорти «Хіде-Мару» та «Манко-Мару», а ескорт забезпечував есмінець «Асанагі» та ще один неідентифікований корабель.
8 червня судна вийшли з Рабаула та попрямували на північ. Невдовзі після опівночі 11 червня в районі за 500 км на південь від Труку підводний човен Silversides випустив із надводного положення 4 торпеди по «Хіде-Мару», три з яких (за спостереженнями капітана субмарини) влучили в ціль. Корабель ескорту попрямував до Silversides, проте витратив час на ухилення випущеної по ньому торпеди, і човен встиг зануритись. Проведена далі контратака глибинними бомбами виявилась безрезультатною.
Інше судно конвою пішло вперед та 12 червня прибуло на Трук. При цьому до місця атаки на «Хіде-Мару» висилали патрульний човен «Осей-Мару», який мав пересвідчитись, що пошкоджене судно затонуло.
За кілька місяців по тому, в листопаді 1943 року, між Рабаулом та Труком пройде ще один конвой із тим самим ідентифікатором № 2082.